# Herbert Wehnert
Herbert Wehnert, nemški rokometaš, * 28. april 1947.
Leta 1972 je na poletnih olimpijskih igrah v Münchnu v sestavi zahodnonemške rokometne reprezentance osvojil šesto mesto.